# Porengummi
Als Porengummi werden poröse, d. h. zahlreiche kleine Gasbläschen enthaltende, Gummiartikel verstanden. Sie werden üblicherweise unter Zusatz von Treibmitteln hergestellt.
In der Alltagssprache wird Schwammgummi in der Regel als Schaumstoff und Zell- bzw. Moosgummi werden als Schaumgummi bezeichnet.

## Einteilung
Sie werden nach ihrer Porenstruktur eingeteilt in:
- Zellgummi (völlig geschlossene Poren)
- Moosgummi (weitgehend geschlossene Poren)
- Schwammgummi (völlig geöffnete Poren)

## Herstellung

### Zellgummi
Zellgummi wird entweder durch die Vulkanisation in einer Stickstoffatmosphäre, welche unter hohem Druck steht, und einer Entspannung kurz vor der Ausvulkanisation (Pfleumer-Verfahren) oder unter Verwendung von Treibmitteln aus festem Kautschuk hergestellt.

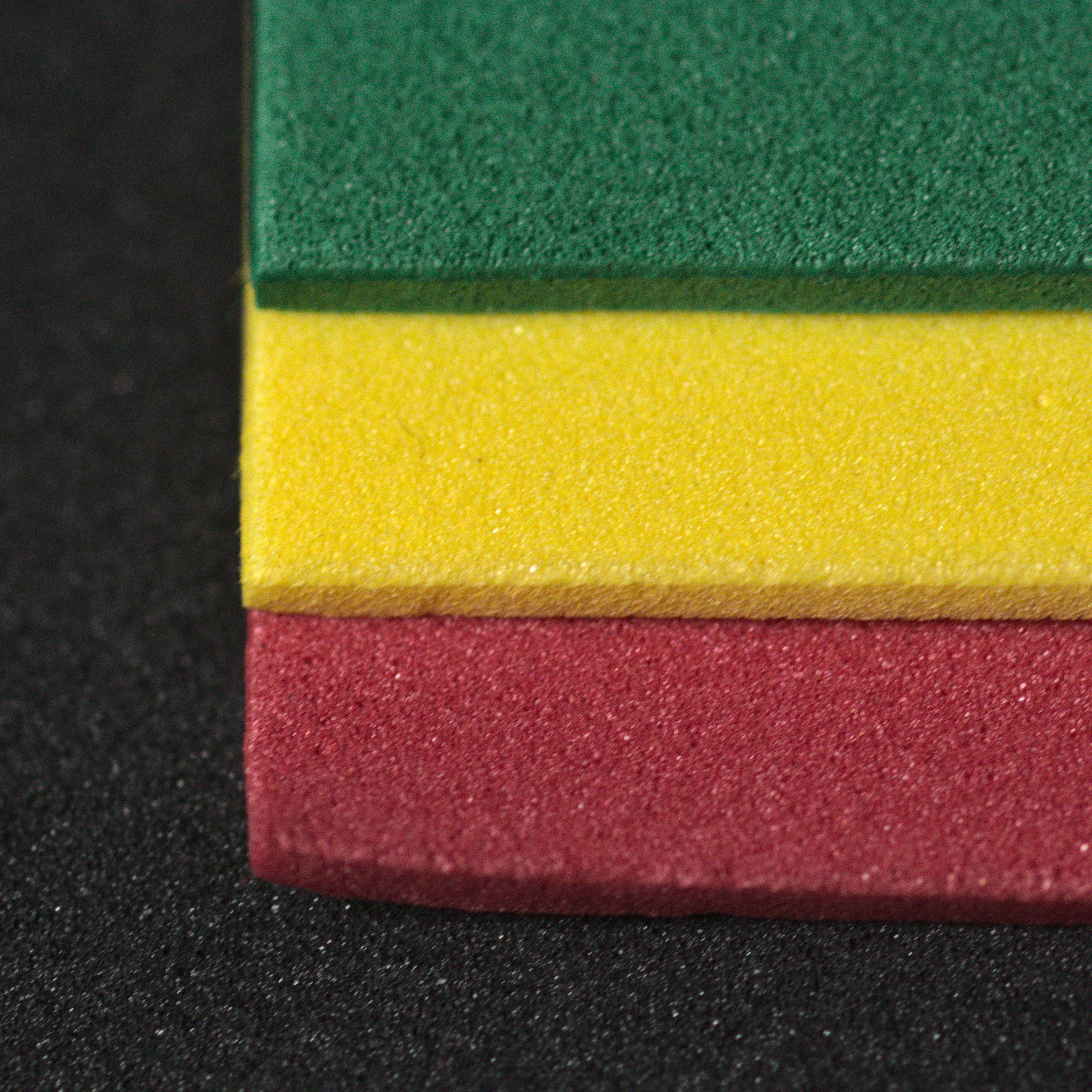
Moosgummiplatten

### Moosgummi und Schwammgummi
Moosgummi und Schwammgummi werden mit Treibmitteln (Treibmittelverfahren) aus festem Natur- oder Synthesekautschuk erzeugt. Die Vernetzung der Molekülketten erfolgt chemisch und (thermisch) irreversibel. Kein „Gummi“ im eigentlichen Sinne, aber mit sehr ähnlichen Gebrauchseigenschaften ausgestattet, und daher ebenso genannt, sind Materialien auf Basis von thermoplastischen Elastomeren (TPE). Hierbei liegt physikalische Vernetzung der Molekülketten vor, die durch Wärmeeinwirkung wieder aufgelöst werden kann. Dies hat große Vorteile bei der Verarbeitbarkeit und Recyclebarkeit.

### Schaumgummi
Schaumgummi wird durch Aufschlagen von wässrigen Polymerdispersionen (z. B. aus Polyurethanen) zu einem Schaum und anschließender Vulkanisation hergestellt.